# Watts De Peyster Fireman’s Hall

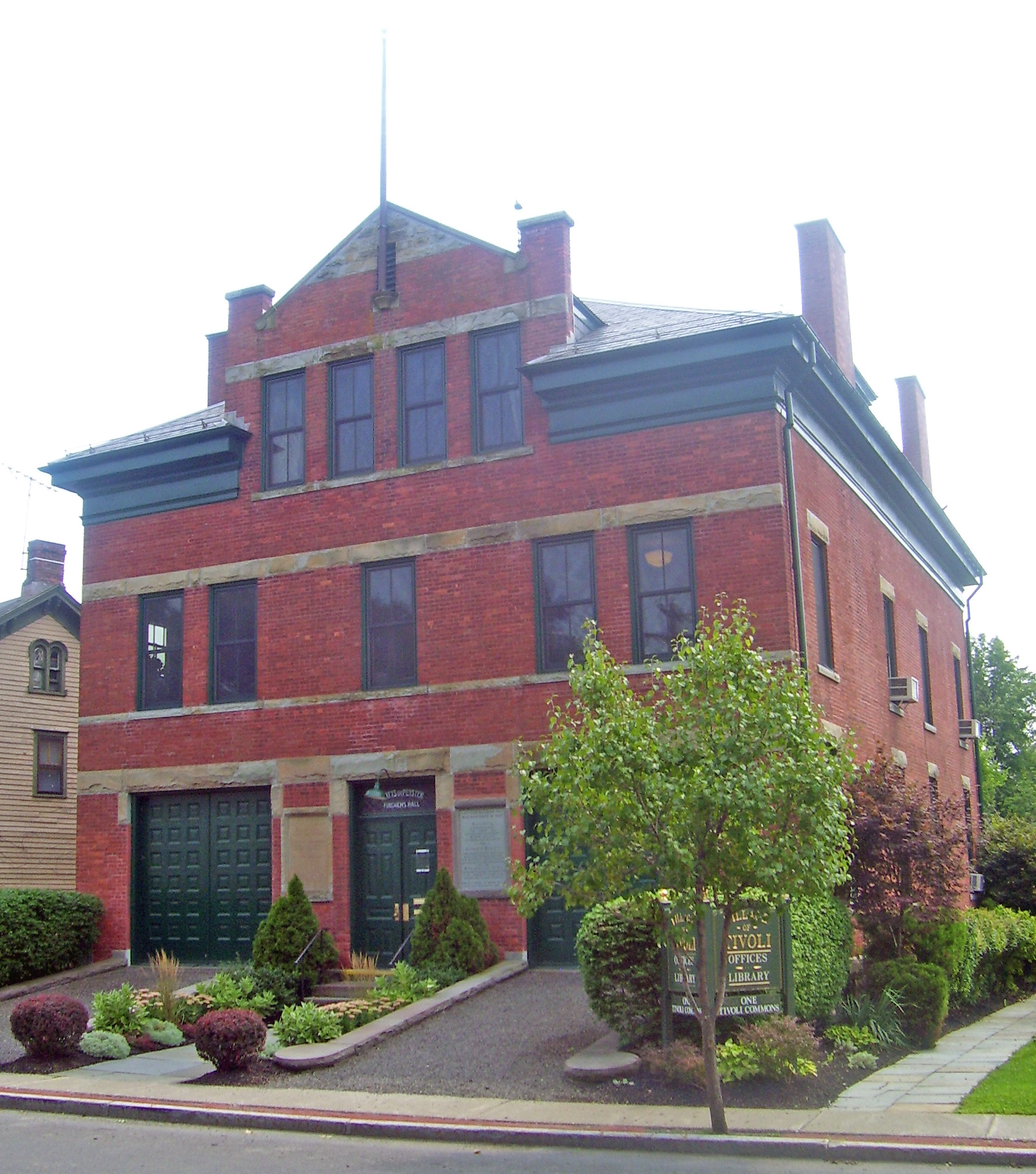
Nord- und Westseite (2008)

Die Watts De Peyster Fireman’s Hall ist ein ehemaliges im Stil des Richardsonian Romanesque erbautes Feuerwehrhaus am Broadway in Tivoli, New York in den Vereinigten Staaten. John Watts de Peyster, ein Einwohner des Ortes, bezahlte den Bau und stellte 1898 es dem Village als Feuerwache zur Verfügung. Als solche ähnelte der Backsteinbau eher einem Ladengeschäft, wie es in jener Zeit eher in Städten üblich war und nicht in ländlichen Dörfern wie Tivoli.
Seit dem Bau einer neuen Feuerwache im Jahr 1986 wird es als Amtsgebäude der Village-Verwaltung genutzt. Im Jahr 1989 wurde es in das National Register of Historic Places eingetragen. Drei Jahre später wurde es Contributing Property des Hudson River Historic Districts, einer National Historic Landmark.

## Gebäude
Die Feuerwache ist ein dreistöckiges Gebäude mit drei Jochen in der Breite und vier in der Tiefe, auf einer Parzelle im Zentrum von Tivoli, die einen halben Acre misst (rund 2000 m²). Der Fassade ist im Englischen Verband gemauert, wobei die Läuferreihen in der Höhe der Fußböden in den einzelnen Stockwerken in farblich kontrastierenden Farben ausgeführt sind. Auf dem Satteldach aus Schiefer sitzen eine Dachgaube mit Brüstung und Giebel, vier Kamine sowie ein rundes Türmchen an der südwestlichen Ecke. Das Gesims an der Dachtraufe ist unterhalb der Dachgaube unterbrochen.
An der nördlichen Seite, der Vorderseite, befinden sich im Erdgeschoss die Öffnungen zweier früherer Garagen, die inzwischen mit hölzernen Paneeltoren verschlossen sind, sowie eine normale Eingangstür dazwischen. Die Steinreihe darüber besteht aus Steinblocks, die mit Eichenblättern versehen sind, einem traditionellen Symbol für die Feuerwehr in der Heraldik. Einer der Ecksteine nennt den Architekten, den Bauherren und das Jahr der Erbauung. Eine Tafel aus Marmor erinnert an Watts de Peyster. Das steinerne Kellergeschoss ist an den Seiten und der Rückfront teilweise sichtbar.
Im Innern ist das Erdgeschoss in zwei Bereiche unterteilt, in denen ursprünglich zwei Löschfahrzeuge standen. Die Wände sind verputzt und vertäfelt, die Deckenverkleidungen aus gestanztem Blech und der Fußboden besteht aus Holzdielen. Das erste Obergeschoss, das als Versammlungsraum diente, ist ähnlich ausgestattet, wobei der größte Raum mit gusseisernen Säulen ausgestattet ist. In allen Räumen sind die ursprünglichen holzgeschnitzten Kamineinfassungen erhalten. Im zweiten Obergeschoss befindet sich ein einziger großer Raum, dessen Decke von zwei starken Holzbalken getragen wird.
Ein Nebengebäude – eine Garage aus der Mitte des 20. Jahrhunderts – gilt nicht als beitragend.

## Geschichte
Tivoli,  das zur Town of Red Hook gehört, wurde 1872 als Village inkorporiert. Dem ging eine Phase des schnellen Wachstums voraus, die der Entwicklung des Handels am Hudson River zu verdanken war. Zwei kleinere bestehende Siedlungen, Upper Red Hook Landing und Madalin, wurden in der neuen Gemeinde zusammengefasst.
Schon bald diskutierte die Verwaltung des neuen Ortes, dass eine neue Feuerwache notwendig wäre. Diese Diskussionen dauerten ein Vierteljahrhundert an, währenddessen die wirtschaftliche Bedeutung des Ortes zurückging. Im Jahr 1896 beschloss der Dorfrat die Gründung einer Feuerwehr und rief eine Abstimmung aus, die über die Art der Finanzierung entscheiden sollte. Zwei Jahre später machte John Watts de Peyster, ein wohlhabender Einwohner des Dorfes, als Ortsdirektor den Diskussionen ein Ende und beauftragte den ortsansässigen Architekten Michael O’Connor damit, eine Feuerwache zu entwerfen. Watts de Pester ließ das Gebäude bauen und vermietete es dann an das Village.
Aufgrund eines Streits über die Finanzen des Orts verbannte er 1900 die Sitzungen des Dorfrats aus dem Gebäude und drohte an, die Feuerwache zu schließen, falls seinem verstoßenen Sohn, der inzwischen zum Bürgermeister gewählt worden war, der Zugang ermöglicht wurde. Nach seinem Tod sieben Jahre später gingen die Rechte an ein von Watts de Pester gegründetes Waisenhaus über. Erst 1921 kauften die Erben das Gebäude von dem Waisenhaus und schenkten das Gebäude dem Village. Irgendwann vor 2005 wurde das Gebäude restauriert und renoviert.